# Manhattan (serie televisiva)
Manhattan è una serie televisiva statunitense trasmessa per due stagioni dal 27 luglio 2014 al 15 dicembre 2015 dalla rete via cavo WGN America.
Ideata da Sam Shaw, la serie è ispirata dalle vicende legate al progetto Manhattan. Più che narrare accuratamente gli avvenimenti storici, i produttori si sono focalizzati sulla ricostruzione degli aspetti emotivi e sulla vita degli uomini e delle donne che lavoravano e vivevano nel relativo principale laboratorio di Los Alamos.

## Trama
Durante la seconda guerra mondiale, il governo degli Stati Uniti finanzia un progetto mirato alla produzione di una bomba atomica. A tal fine, nel 1943 a Los Alamos viene messa in piedi una vasta area di laboratori, il Los Alamos National Laboratory. In tale area, in massima segretezza e con rigidi controlli militari per prevenire fughe di informazioni, vivono brillanti scienziati e le rispettive famiglie, isolati dal mondo esterno, impegnati in una corsa contro il tempo per fornire al governo statunitense un ordigno nucleare prima che le forze nemiche ne riescano a sviluppare uno. Per due anni due gruppi di scienziati lavoreranno su due progetti paralleli, uno su una bomba ad uranio arricchito, e un'altra su una bomba a plutonio con meccanismo ad implosione.

## Episodi
| Stagione         | Episodi | Prima TV USA | Prima TV Italia |
| ---------------- | ------- | ------------ | --------------- |
| Prima stagione   | 13      | 2014         | 2015-2016       |
| Seconda stagione | 10      | 2015         | 2016            |

## Personaggi e interpreti

### Personaggi principali
- Frank Winter (stagioni 1-2), interpretato da John Benjamin Hickey, doppiato da Pasquale Anselmo.
Scienziato che guida uno dei programmi principali del progetto Manhattan, mirato allo sviluppo di un ordigno di tipo implosivo. Personaggio vagamente basato su Seth Neddermeyer.
- Liza Winter (stagioni 1-2), interpretata da Olivia Williams, doppiata da Laura Romano.
Moglie di Frank, botanica esperta, impiega molto del suo tempo in giardinaggio e come apicoltrice.
- Charlie Isaacs (stagioni 1-2), interpretato da Ashley Zukerman, doppiato da Nanni Baldini.
Brillante scienziato, nuova recluta del progetto Manhattan.
- Abby Isaacs (stagioni 1-2), interpretata da Rachel Brosnahan, doppiata da Benedetta Ponticelli.
Moglie di Charlie, da famiglia benestante.
- Glen Babbit (stagione 1, guest stagione 2), interpretato da Daniel Stern, doppiato da Stefano Alessandroni.
Scienziato anziano amico di Frank.
- Louis "Fritz" Fedowitz (stagioni 1-2), interpretato da Michael Chernus, doppiato da Fabrizio Vidale.
Membro del gruppo di scienziati guidato da Frank.
- Jim Meeks (stagioni 1-2), interpretato da Christopher Denham, doppiato da Sacha De Toni.
Membro del gruppo di scienziati guidato da Frank.
- Callie Winter (stagione 1, guest stagione 2), interpretata da Alexia Fast, doppiata da Elisa Angeli.
Figlia adolescente di Frank e Liza Winter.
- Helen Prins (stagioni 1-2), interpretata da Katja Herbers, doppiata da Gilberta Crispino.
Membro del gruppo di scienziati guidato da Frank, nonché una delle poche scienziate donne che lavorano al progetto. Lei e Charlie diventano amanti.
- Paul Crosley (stagioni 1-2), interpretato da Harry Lloyd, doppiato da David Chevalier.
Membro del gruppo di scienziati guidato da Frank. È un donnaiolo, inoltre è innamorato di Helen.
- Emmett Darrow (stagione 2), interpretato da William Petersen, doppiato da Fabrizio Pucci.
Nuovo colonnello che coopera alla sicurezza del campo.

### Personaggi ricorrenti
- Dr. Reed Akley (stagione 1), interpretato da David Harbour, doppiato da Massimo Bitossi.
Scienziato a capo di uno dei programmi principali del progetto Manhattan, che lavora alla realizzazione del modello Thin Man.
- Dr. Sidney "Sid" Liao (stagione 1), interpretato da Eddie Shin.
Membro del gruppo di scienziati di Frank accusato di spionaggio, rimane ucciso nei primi episodi.
- Dr. J. Robert Oppenheimer (stagioni 1-2), interpretato da Daniel London, doppiato da Fabrizio Manfredi.
Scienziato a capo dell'intero progetto.
- Col. Alden Cox (stagione 1), interpretato da Mark Moses, doppiato da Saverio Indrio.
Colonnello che presiede i laboratori di Los Alamos.
- Elodie (stagioni 1-2), interpretata da Carole Weyers.
Una reporter francese.
- Mr. Fisher "Occam" (stagioni 1-2), interpretato da Richard Schiff, doppiato da Antonio Palumbo.
- Private First Class Cole Dunlavey "Iowa" (stagioni 1-2), interpretato da Jefferson White, doppiato da Daniele Raffaeli.
- Vannevar Bush (stagioni 1-2), interpretato da Sonny Mills.
- Kitty Oppenheimer (stagione 2), interpretata da Neve Campbell, doppiata da Laura Lenghi.
- Nora (stagione 2), interpretato da Mamie Gummer, doppiato da Francesca Manicone.

## Produzione
La produzione di Manhattan, seconda serie originale in onda su WGN America, venne annunciata ufficialmente il 4 settembre 2013.
Le riprese della prima stagione, composta da tredici episodi, si sono svolte dal mese di marzo 2014 in set appositamente costruiti nel deserto del Nuovo Messico, dall'estensione di circa 5 ettari.
Il 14 ottobre 2014 è stata rinnovata per una seconda stagione. Dopo il termine della seconda stagione, durante la quale il progetto Manhattan trova compimento con la produzione delle prime bombe atomiche, la rete decise di non produrre altre stagioni.

## Accoglienza
La serie è stata accolta positivamente dalla critica televisiva. Metacritic le assegna un punteggio di 78 su 100 sulla base di 23 recensioni, mentre Rotten Tomatoes segnala un 89% di gradimento, sulla base di 28 recensioni, affermando: "Anche se lento in partenza, Manhattan è un dramma di prima qualità grazie al suo cast talentuoso, alla sua splendida fotografia e al suo occhio attento ai dettagli storici".